# Ютика Кометс
«Ю́тика Ко́метс» (англ. Utica Comets) — профессиональный хоккейный клуб, выступающий в Северном дивизионе Восточной конференции Американской хоккейной лиги. Базируется в городе Ютика, штат Нью-Йорк, США. Является фарм-клубом команды НХЛ «Нью-Джерси Дэвилз».

## История
История клуба берет начало в 1932 году, когда команда была известна как «Квебек Биверс». В 1935 году она переехала в Спрингфилд и взяла название «Спрингфилд Индианс». Позже команда была известна также как «Сиракьюз Уорриорз», «Спрингфилд Кингз», «Вустер АйсКэтс» и в конце «Пеория Ривермен». «Ривермен» были приобретены Canucks Sports & Entertainment (CS&E), владельцами клуба НХЛ «Ванкувер Кэнакс», 29 марта 2013 года 2013 и одобрены Американской хоккейной лигой (АХЛ) 18 апреля.
Изначально планировалось перебазировать клуб ближе к Ванкуверу в Абботсфорд. Но переговоры провалились. В конце концов CS&E согласилась на сделку с Ютикой и перебазировала клуб в этот город на планируемый к реновации «Мемориал Аудиториум». Сделка была подтверждена 14 июня, тогда же было объявлено новое имя, логотип и цвета клуба.
В ходе сезона 2014-15 «Кометс» выиграли Роберт Дабл-Ю Кларк Трофи и сыграли в финале Кубка Колдера с «Манчестер Монаркс».
В апреле 2021 года Роберт Эш, президент «Ютика Кометс», подал заявку на регистрацию новой торговой марки «Ютика Девилз» для потенциального переезда «Бингемтон Девилз». 4 мая «Ванкувер Кэнакс» объявили, что планируют перевезти франшизу «Кометс» в Абботсфорд, Британская Колумбия, до окончательного обсуждения с городом Абботсфорд и одобрения лиги. 6 мая лига одобрила оба переезда, а «Кометы» и «Дьяволы» объявили о заключении десятилетнего соглашения о сотрудничестве, согласно которому «Кометс» будут филиалом «Девилз» в АХЛ. Команда из Ютики осталась под брендом «Кометс», но изменила цвета своей команды, чтобы соответствовать цветам «Девилз». Кевин Динин был назначен первым главным тренером в рамках аффилированности «Девилз».

## Клубные рекорды
Сезон
Голы (34) — Рид Буше (2019-20)
Передачи (51) — Кэл О’Райли (2014-15)
Очки (67) — Рид Буше (2019-20)
Штраф (136) — Мэйсон Гиртсен (2022-23)
Коэффициент пропущенных голов (1,88) — Якоб Маркстрём (2014-15)
Карьера в клубе
Голы — (90) — Рид Буше
Передачи — (108) — Александр Гренье
Очки — (175) — Рид Буше, Александр Гренье
Штраф — (397) — Даррен Арчибальд
Игры — (367) — Картер Бэнкс